# Секта Хоссо

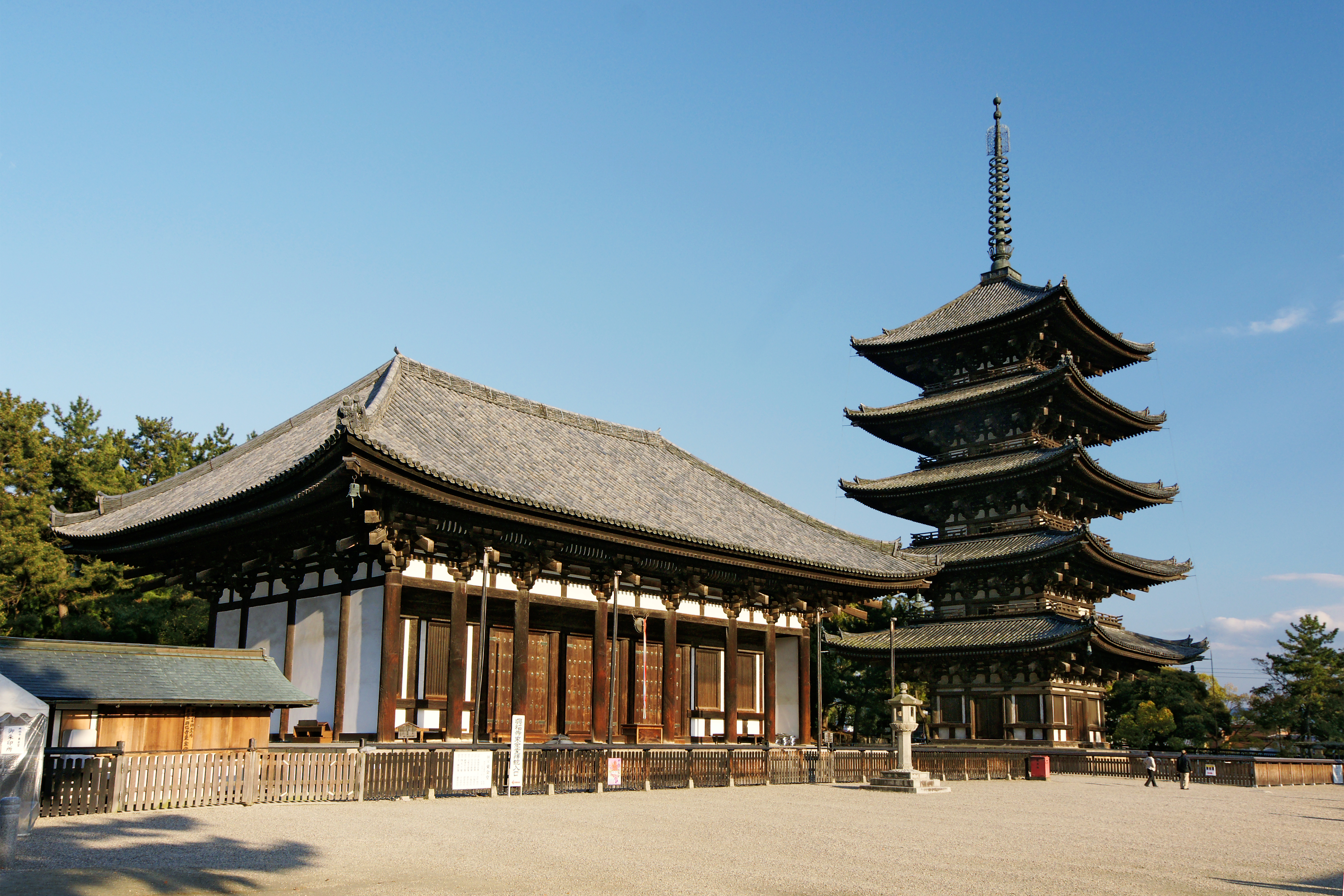
Монастир Кофуку.

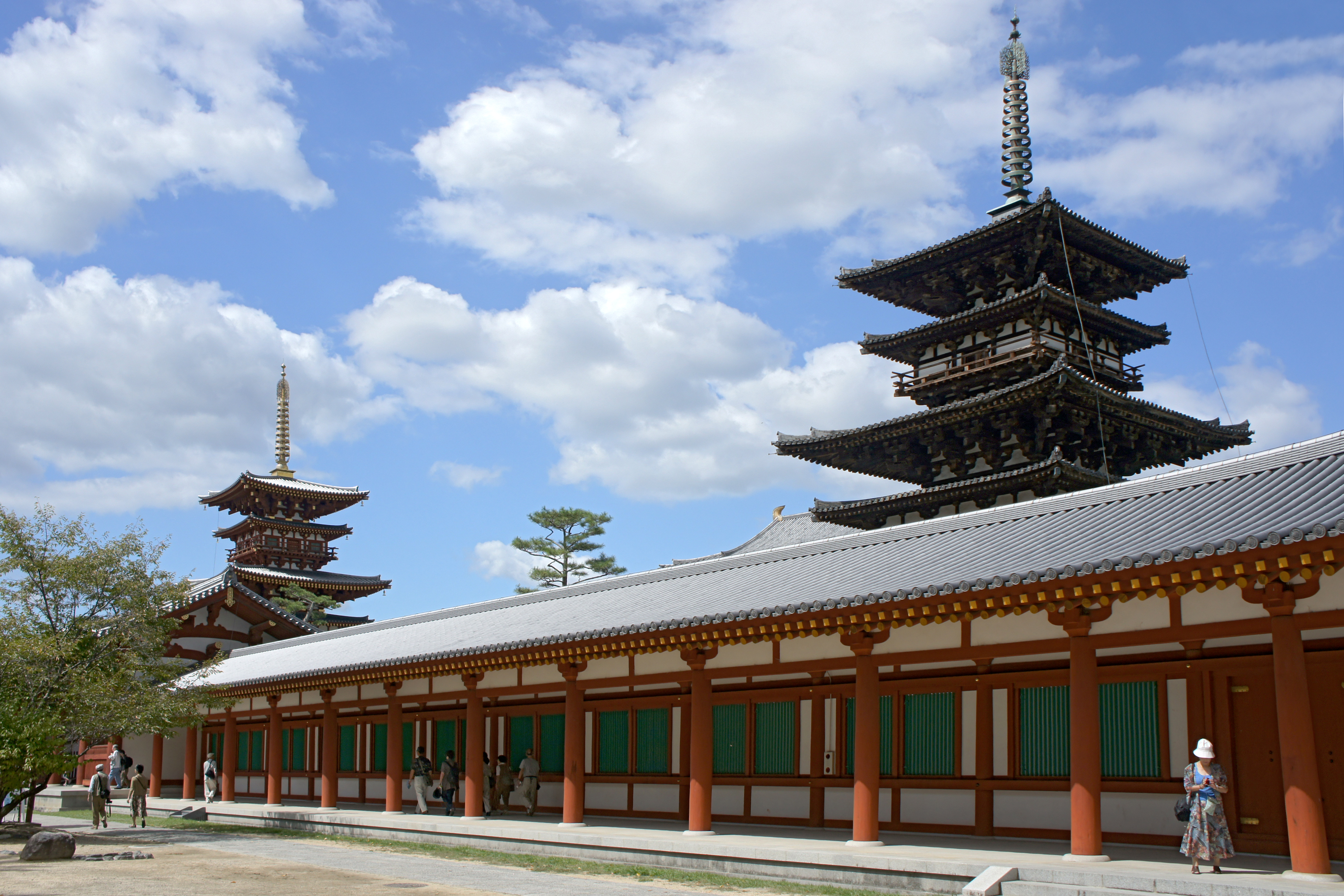
Монастир Якусі.

Се́кта Хоссо́ (яп. 法相宗, ほっそうしゅう, МФА: [hoːs̚.soːɕu]) — буддистська секта в Японії. Відгалуження йогачари. Одна з найстаріших і найменших деномінацій країни. 

## Короткі відомості
Основне вчення викладено в «Трактаті про ступені вдосконалення наставників йоги»  і «Трактаті про лише свідомість». Секта заперечує реальність буття, вважаючи його результатом діяльності неправильної людської свідомості. Метою адептів секти є не пошук істини чи Бога, а перебудова свідомості людини шляхом пізнання ілюзорності усіх форм буття; перетворення страждаючої живої істоти на пробудженого будду. Патріархом-засновником секти вважається Цзі, учень китайського чернця Сюаньцзана. Вперше секта потрапила до Японії 643 року з Китаю стараннями японського ченця-стажера Досьо. Мала підтримку серед столичної аристократії Нари і Кіото. Головний осередок секти розташований у монастирях Кофуку та Якусі в місті Нара. Секта має два відгалуження — секта Північна Хоссо та секта Сьотоку. Головним монастирем першої є Кійомідзу в Кіото, а другої — Хорю в містечку Ікаруґа. Станом на 2000 рік мала 169 зареєстрованих громад, в яких працювало 288 ченців. Кількість послідовників секти становила менше 700 тисячі осіб.

## Монастирі
- Монастир Кофуку
- Монастир Якусі